# Итэн Фроум
Итэн Фроум — роман американской писательницы Эдит Уортон опубликованный в 1911 году. Действие романа происходит в вымышленном городе Старкфилд, штат Массачусетс и повествует о трагической судьбе обедневшего фермера живущего на отдаленной ферме со своей больной женой. По роману был снят фильм 1993 года Итэн Фроум.

## Сюжет
Итан Фром работает на своей убыточной ферме в Новой Англии и изо всех сил пытается поддерживать сносное существование со своей подозрительной и ипохондричной женой Зиной. Но когда жизнерадостная кузина Зины Мэтти входит в их дом в качестве наемной девушки, Итан оказывается одержим ею.

## История создания
История романа началась как сочинение на французском языке, которое Уортон должна была написать во время изучения языка в Париже, но несколько лет спустя она снова взялась за эту историю и превратила её в роман, которым она сейчас и является, основывая своё ощущение культуры и места Новой Англии на десяти годах проведённых в The Mount, её доме в Леноксе. Каждый день она читала фрагменты романа своему другу Уолтеру Берри. Уортон, вероятно, взяла за основу реальный несчастный случай, который произошёл во время катания Итана и Мэтти на санках, о котором она слышала в 1904 году в Леноксе. В реальный несчастный случай попали пять человек: четыре девочки и один мальчик. Они врезались в фонарный столб, катаясь на санках по Курхаус Хилл в Леноксе. Девочка по имени Эмили Хейзел Кросби погибла. Уортон узнала о трагедии от одной из выживших девочек, Кейт Спенсер, когда они подружились, работая в библиотеке Ленокса. В результате несчастного случая Кейт Спенсер получила травму бедра и лица. Это одно из немногих произведений Уортон, действие которого разворачивается в сельской местности. Уортон посчитала, что трагедия на санках может стать удачной метафорой для неправомерных действий тайного любовного романа.
Ленокс также является местом, где Уортон много путешествовала и общалась по крайней мере с одной из жертв трагедии; жертва трагедии похоронена поблизости от членов семьи Уортон. Во вступлении к роману Уортон говорит о «выпирающем граните» Новой Англии, о суровости её земли и стоицизме жителей. Связь между землей и людьми очень характерна для натурализма; окружающая среда является мощным фактором, определяющим судьбу человека, и в романе настойчиво подчеркивается жестокость старкфилдских зим.

## Критика
Эдит Уортон смогла написать привлекательную книгу и отделить её от других своих произведений, поскольку её герои не принадлежат к высшему классу. Однако проблемы, с которыми сталкиваются герои, остаются неизменными: главному герою приходится решать, выполнять ли свой долг или следовать своему сердцу. Уортон начала писать роман в начале 1900-х годов, когда ещё была замужем. Роман был раскритикован Лайонелом Триллингом как не имеющий морального или этического значения. Триллинг писал, что концовка «ужасна для созерцания», но что «разум ничего не может с ней сделать, может только вынести её».
Джеффри Лилберн отмечает, что некоторые находят «страдания, перенесенные героями Уортон, чрезмерными и неоправданными», но другие видят в романе затронутые сложные моральные вопросы и отмечают, что он «дает проницательный комментарий к американским экономическим и культурным реалиям, которые породили и допустили такие страдания». Уортон всегда была осторожна, называя «Итан Фром» скорее повестью, чем романом. Критики обратили на это внимание при рецензировании книги. Элизабет Аммонс сравнила произведение со сказками. Она нашла историю, которая «так же моральна, как классическая сказка», и которая функционирует как «реалистичная социальная критика». Моральные понятия, как пишет Аммонс, раскрываются со всей жестокостью старкфилдских зим. Сравнивая Мэтти Сильвер и Зину Фром, Аммонс предполагает, что Мэтти вырастет такой же фригидной и искалеченой, как и Зина, до тех пор, пока такие женщины остаются изолированными и зависимыми. Уортон калечит Мэтти, говорит Лилберн, но заставляет её выжить, чтобы продемонстрировать жестокость культуры, окружавшей женщин того времени.